# Perruque nubienne
La perruque nubienne est une forme de coiffure portée par les Égyptiens de l'Antiquité. Les spécialistes supposent qu'il s'agit d'un effort d'imitation des coiffures épaisses du peuple nubien qui a fait partie à plusieurs reprises du royaume égyptien. La perruque est similaire aux coiffures « afro » modernes. Cependant, il est généralement composé d'une série de couches de tresses bouclées.

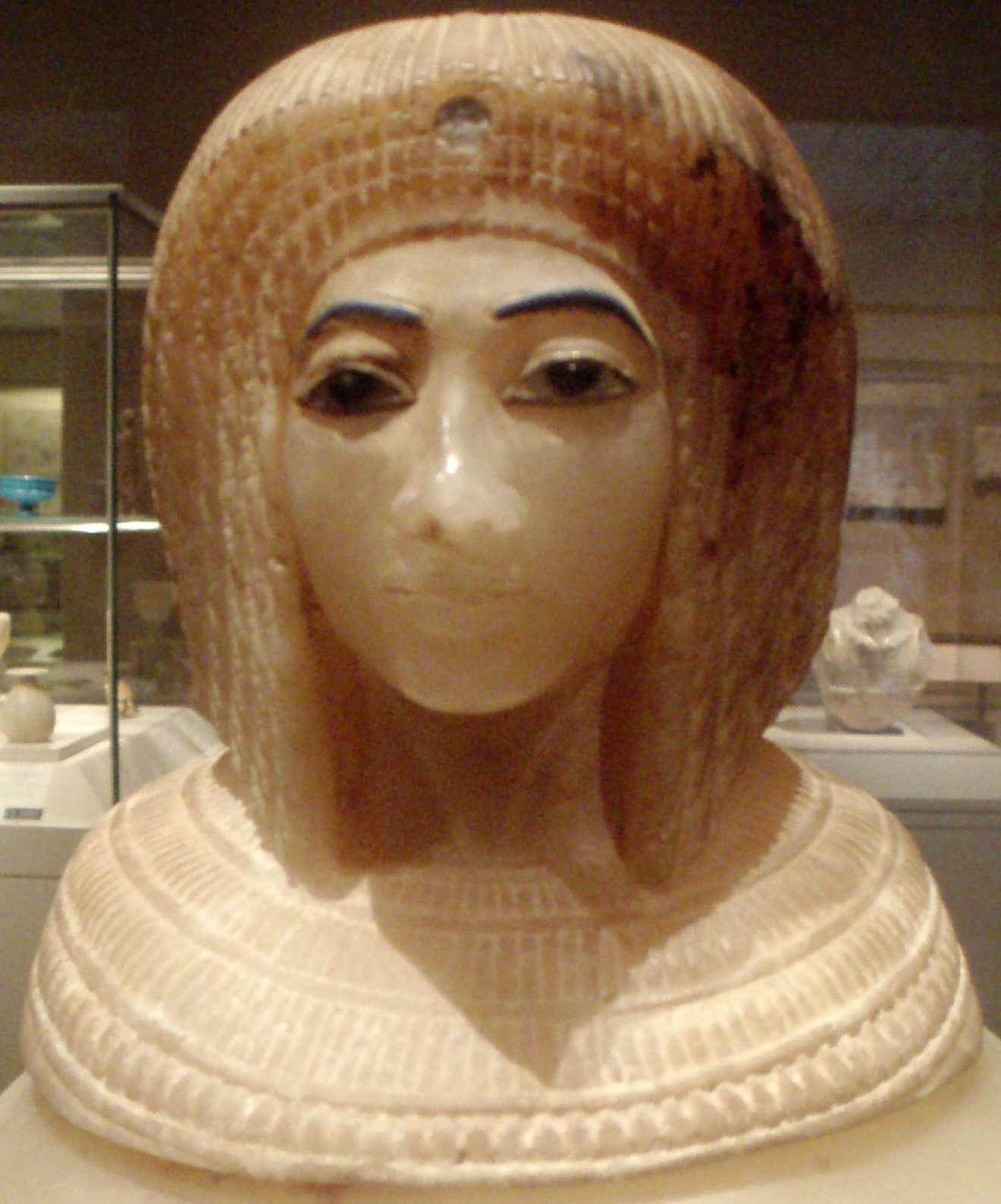
Couvercle d'un vase canope au nom de Kiya de la tombe KV55.

Cette coiffure était auparavant portée principalement par les mercenaires nubiens. Les égyptologues pensent que la perruque nubienne a été adoptée par la reine Néfertiti après avoir vu la coiffure portée par les Nubiens dans l'armée du pharaonqui a adopté le style et l'a mis à la mode ; le style a donc été le plus populaire au cours de la XVIIIe dynastie et le plus important sous le règne du pharaon Akhenaton. Les perruques nubiennes sont le plus souvent également portés par Néfertiti, la reine Kiya et par la mère du pharaon, Tiyi.
Dans la société égyptienne antique, les cheveux étaient une incarnation de l'identité. Ils pouvaient revêtir une signification religieuse et érotique et fournir des informations sur le sexe, l'âge et le statut social. Elles sont un facteur primordial pour déterminer le sexe des personnages dans l'art égyptien ancien, car les femmes royales les portent exclusivement. Elle se caractérise par son aspect court et touffu avec des rangées de boucles qui encadrent le front et les côtés du visage. L'élément qui requiert le plus d'attention est situé sur le cou. Dans la perruque nubienne, les cheveux sont coupés de manière à exposer la nuque, ce qui la distingue d'une coiffure similaire où la nuque n'est pas exposée, et où les cheveux tombent vers les épaules. Les hommes de la famille royale portent exclusivement ce style alternatif.
Au cours du Nouvel Empire, des coiffures plus élaborées pour les hommes et les femmes, comprenant des boucles et des tresses, ont commencé à être préférées aux coiffures traditionnelles et simples de l'Ancien et du Moyen Empire.
En général, les perruques dans l'Égypte ancienne étaient presque entièrement réservées à l'élite en raison de leur valeur. Même lorsque les perruques étaient fabriquées à partir de matériaux peu coûteux comme les fibres végétales, l'artisanat sophistiqué nécessaire à la fabrication des perruques s'avérait coûteux,.

## Technique et composition
Les perruques sont composées de divers matériaux tels que les cheveux humains, la laine, les fibres végétales et le crin de cheval. Les perruques les plus chères étaient faites de cheveux humains ou de laine de mouton noir, ou des deux. En plus des cheveux, faux ou humains, les anciens Égyptiens utilisaient de la cire d'abeille et de la résine pour maintenir la coiffure en place sur un bonnet de maille.
Une perruque en particulier, intitulée « perruque du British Museum », a été étudiée de manière approfondie. Les efforts pour étudier d'autres perruques sont rares en raison de la nature fragile ou incomplète des perruques après des milliers d'années.
Pour commencer le processus de fabrication d'une perruque, un perruquier doit d'abord avoir collecté des cheveux.  Après en avoir collecté suffisamment, il les lave et les sépare en mèches individuelles d'environ quatre-cents brins par mèche[6]. La construction peut alors commencer sur un support de perruque en bois très similaire à celui utilisé par les perruquiers modernes. La couche de base de la perruque est maintenue en place en nouant et en repliant les cheveux sur eux-mêmes, puis est renforcée par un mélange de deux tiers de cire d'abeille et d'un tiers de résine de conifère[6]. Pour accrocher les boucles à la couche de maille, la boucle est enroulée autour de la maille, puis fixée par quinze cheveux individuels, appelés « sous-brins » autour de la tige de la boucle. La réalisation d'une perruque peut prendre jusqu'à deux-cents heures et peut prendre encore plus de temps si les tresses sont coiffées sur le support de perruque en bois, comme c'était probablement le cas[6].